# 歐拉 (汽車)
歐拉（ORA）是中國汽车制造商长城汽车推出的中国电动乘用车和跨界车品牌，自2018年5月开始运营。该品牌命名是为纪念世界著名科学家莱昂哈德·欧拉（Leonhard Euler）。

## 产品

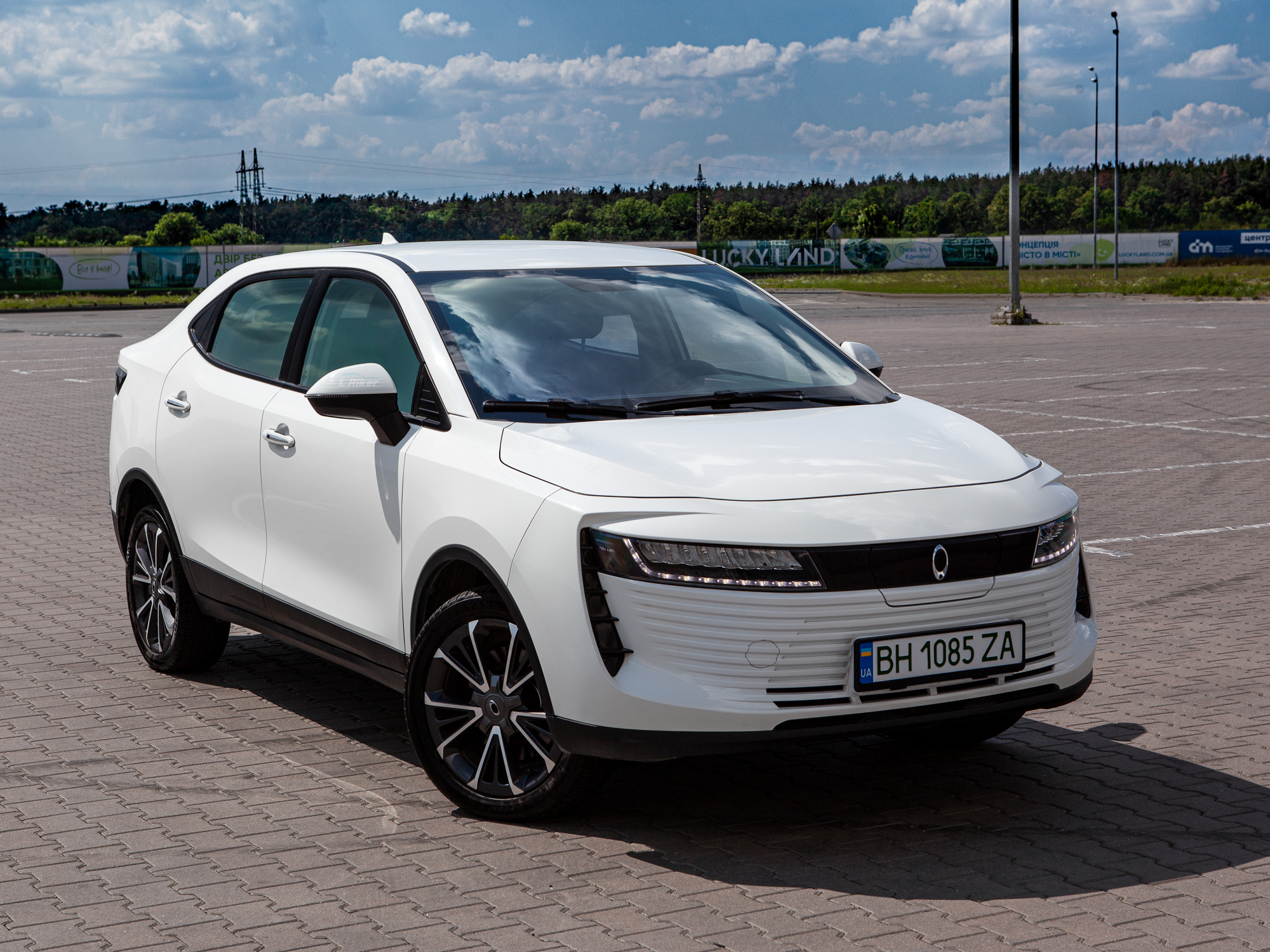
欧拉iQ
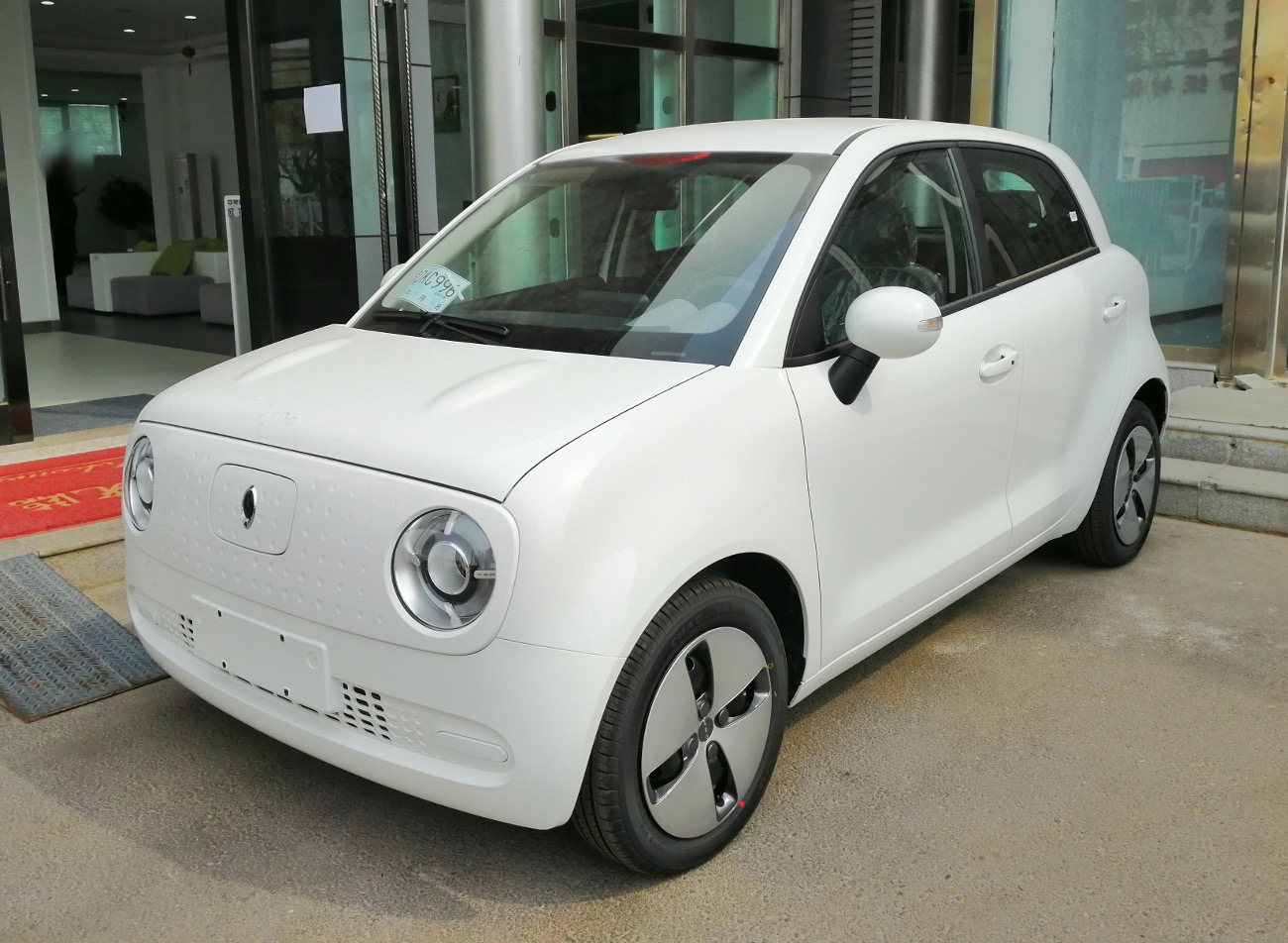
欧拉黑猫
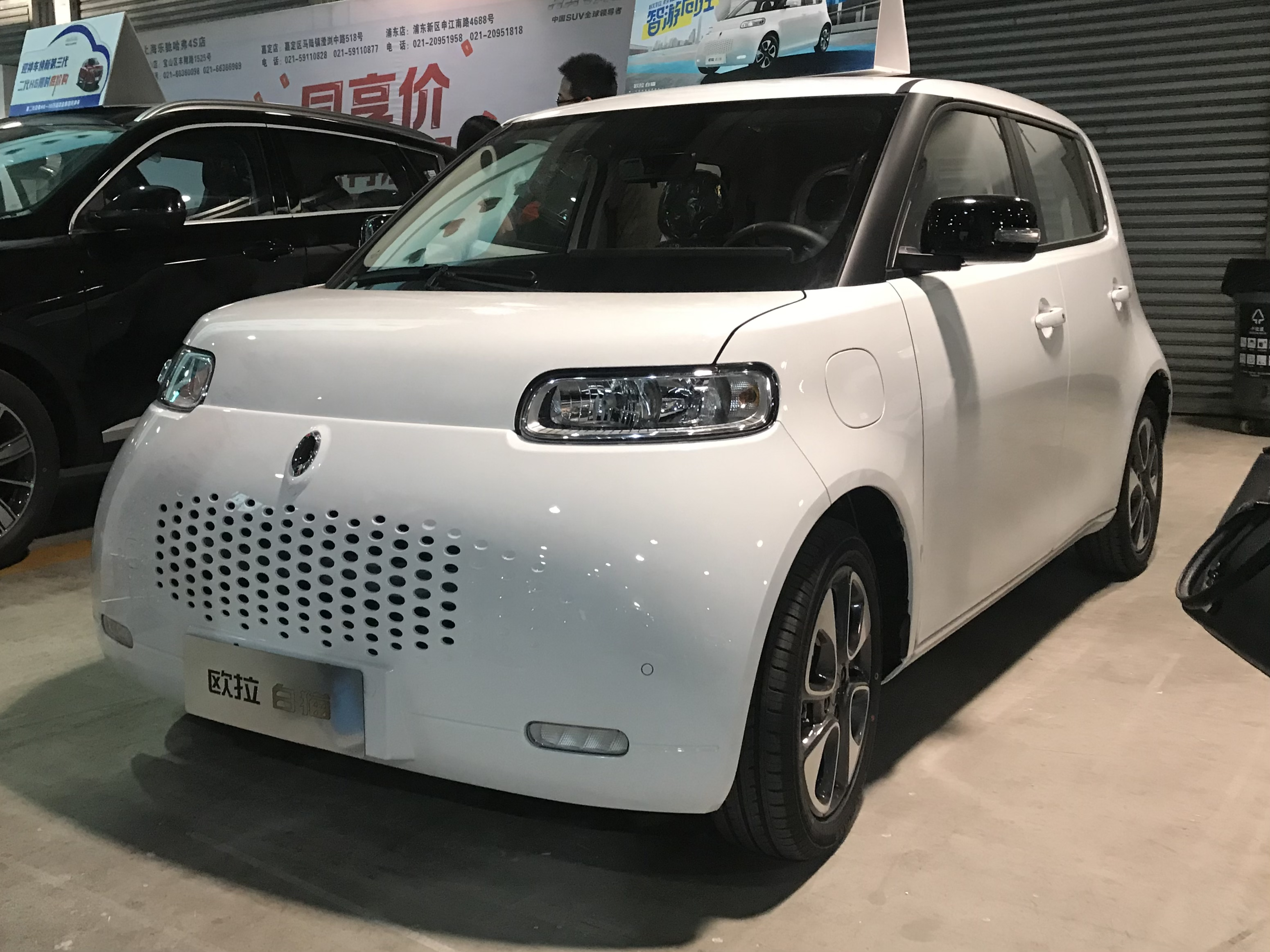
欧拉白猫
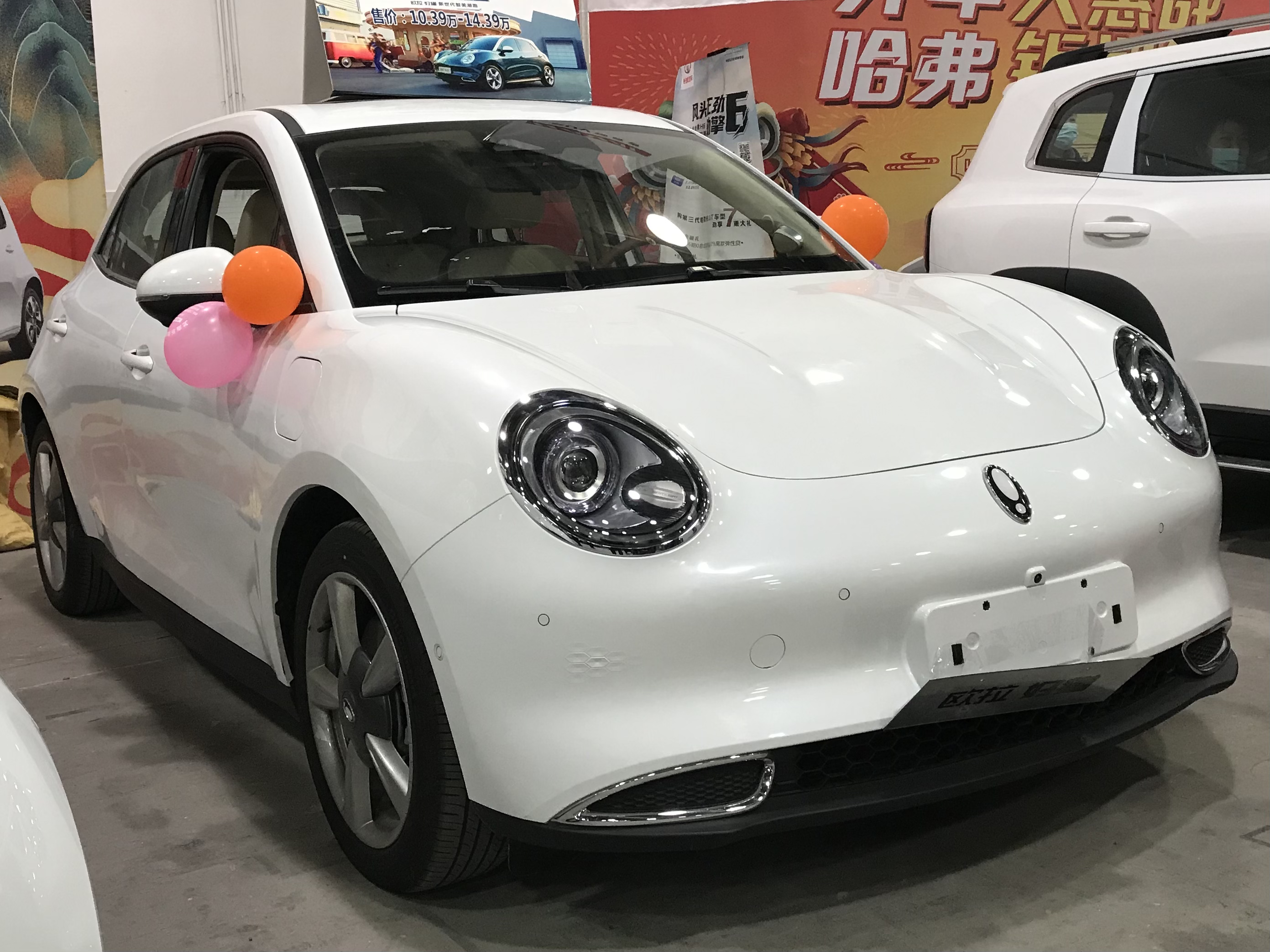
欧拉好猫
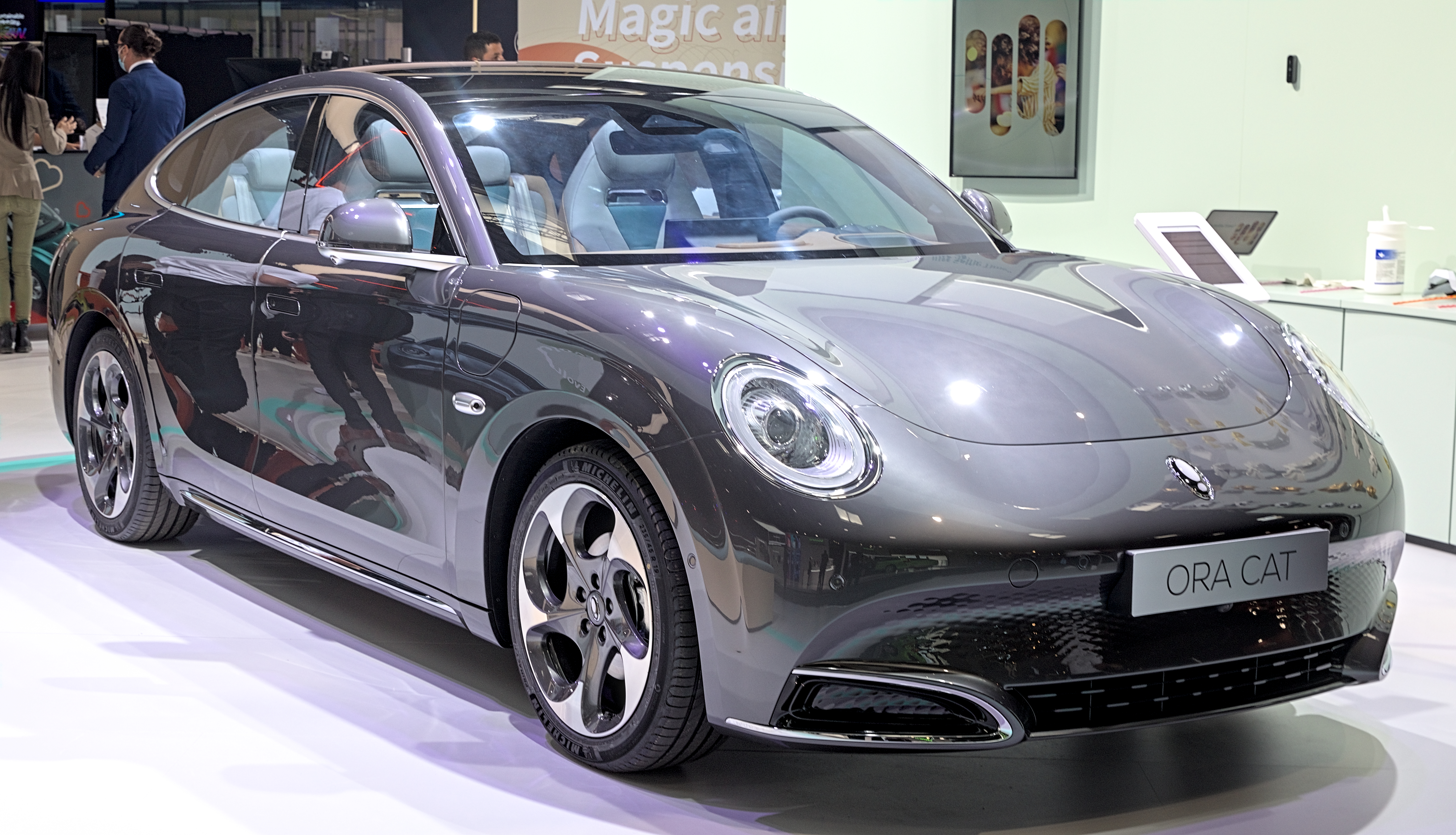
欧拉闪电猫
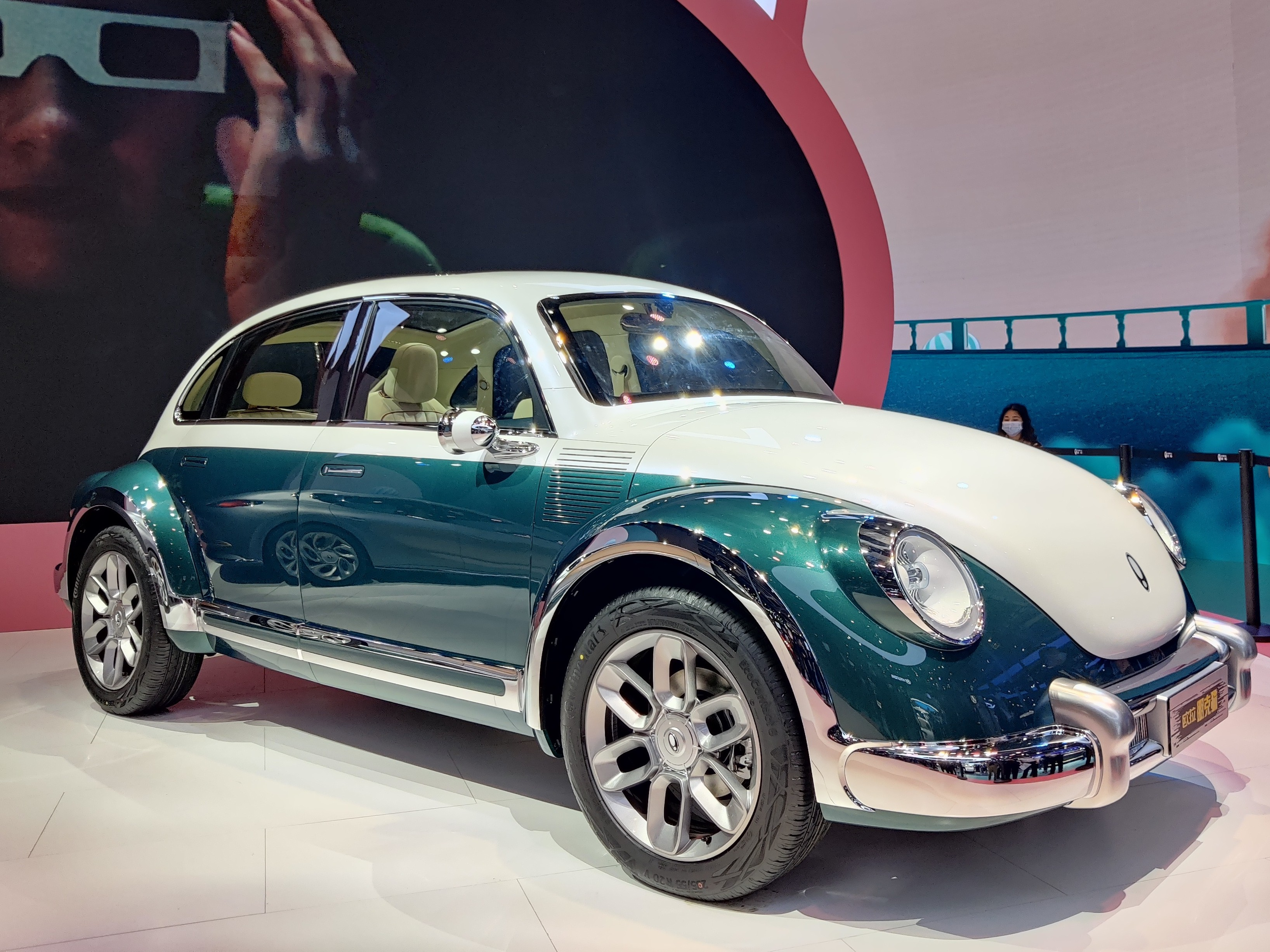
欧拉朋克猫
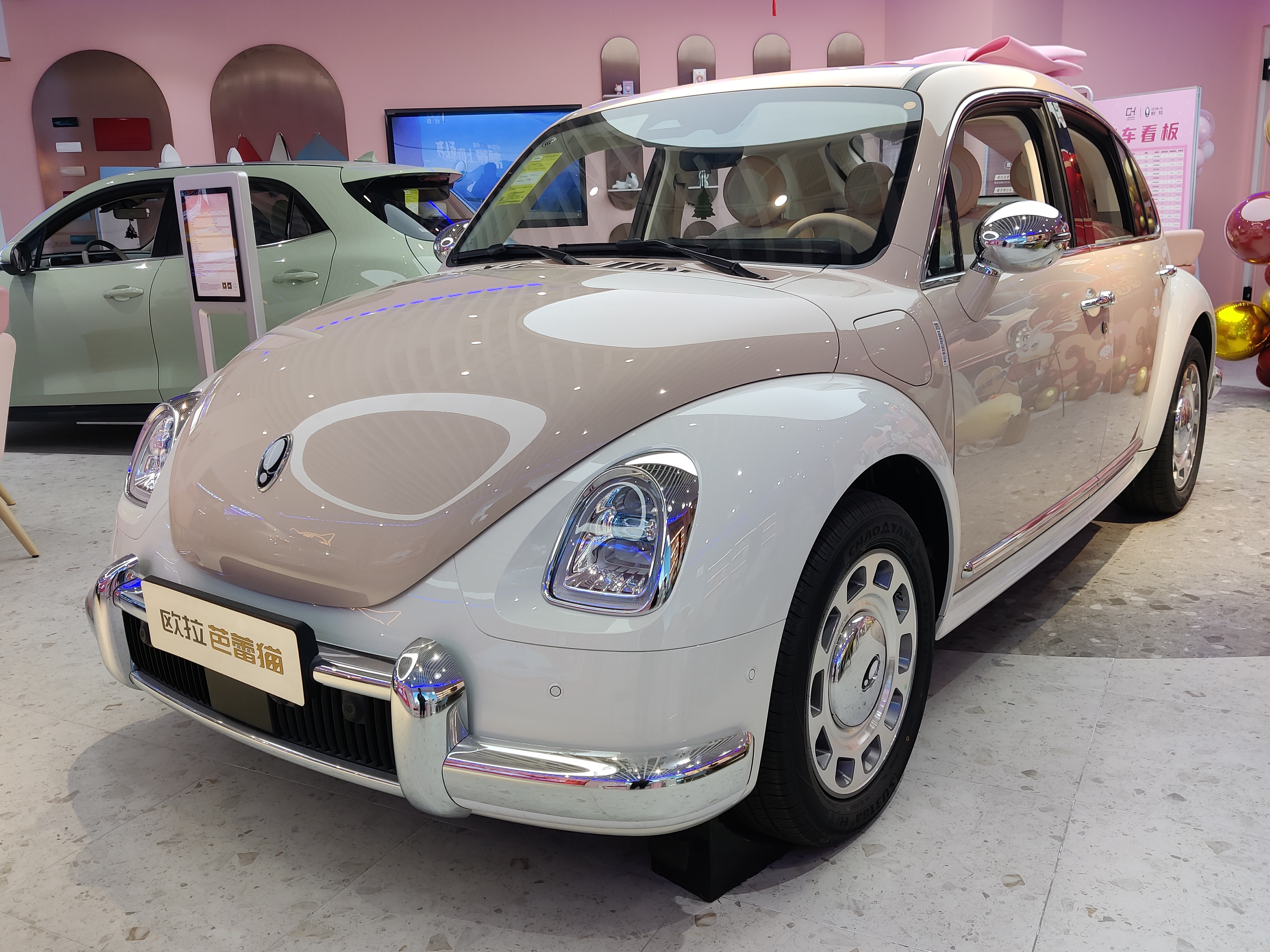
欧拉芭蕾猫
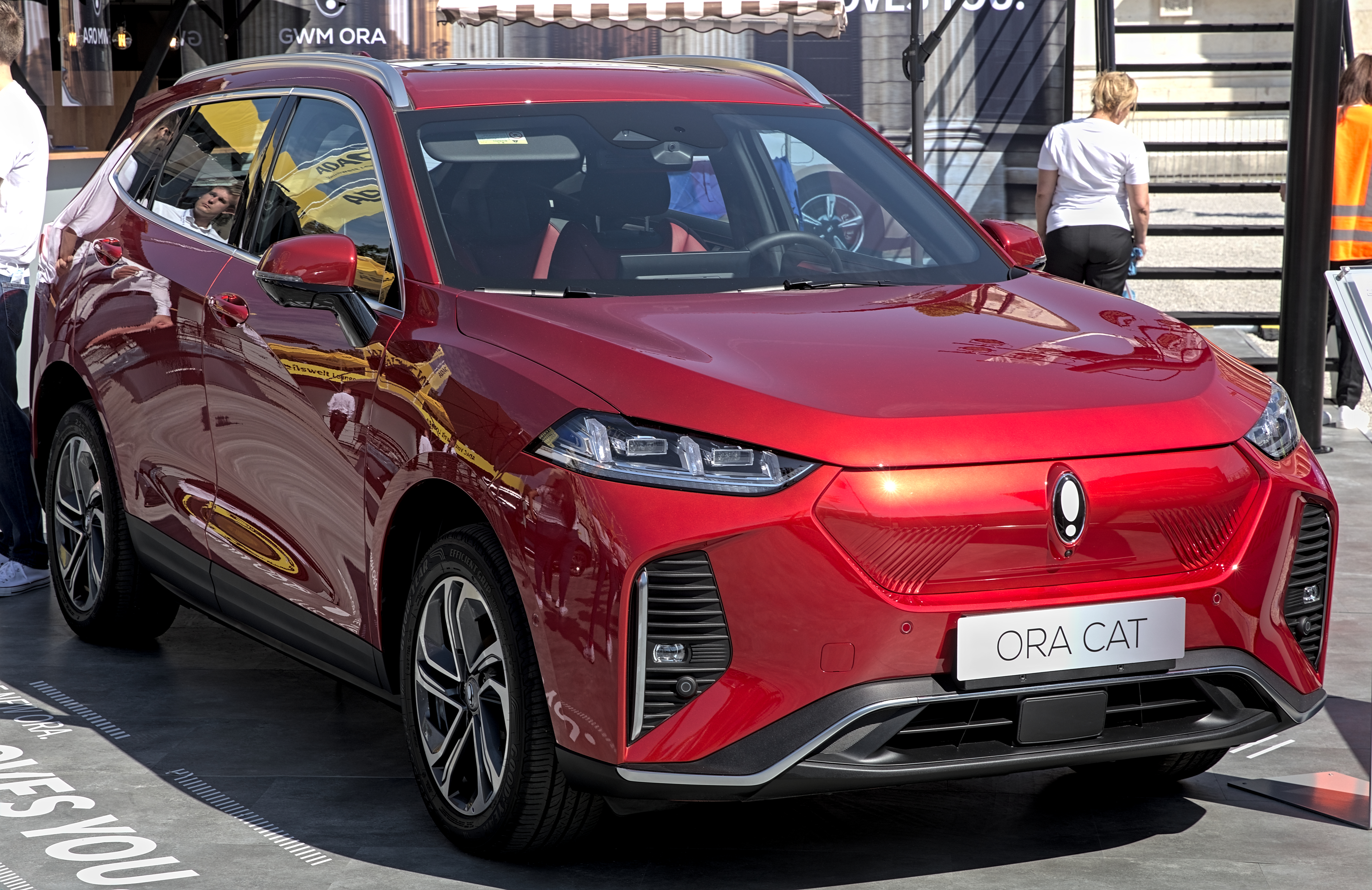
欧拉樱桃猫

## 争议
2021年11月底，長城歐拉被曝虛假宣傳，汽車實際安裝的芯片（英特爾 Atom X3940 四核）與官網的宣傳（高通驍龍 8155 八核）不符。
2024年年底，品牌官方宣布欧拉App将停止运营，功能迁移至长城汽车App。许多欧拉用户对长城汽车App功能不全、设计感不足表示不满。
此外欧拉旗下的多款车型设计被指出涉嫌山寨一些国际知名的车型，比如欧拉朋克猫山寨大众甲壳虫，欧拉闪电猫山寨保時捷帕納美拉等。